# Oszloprend

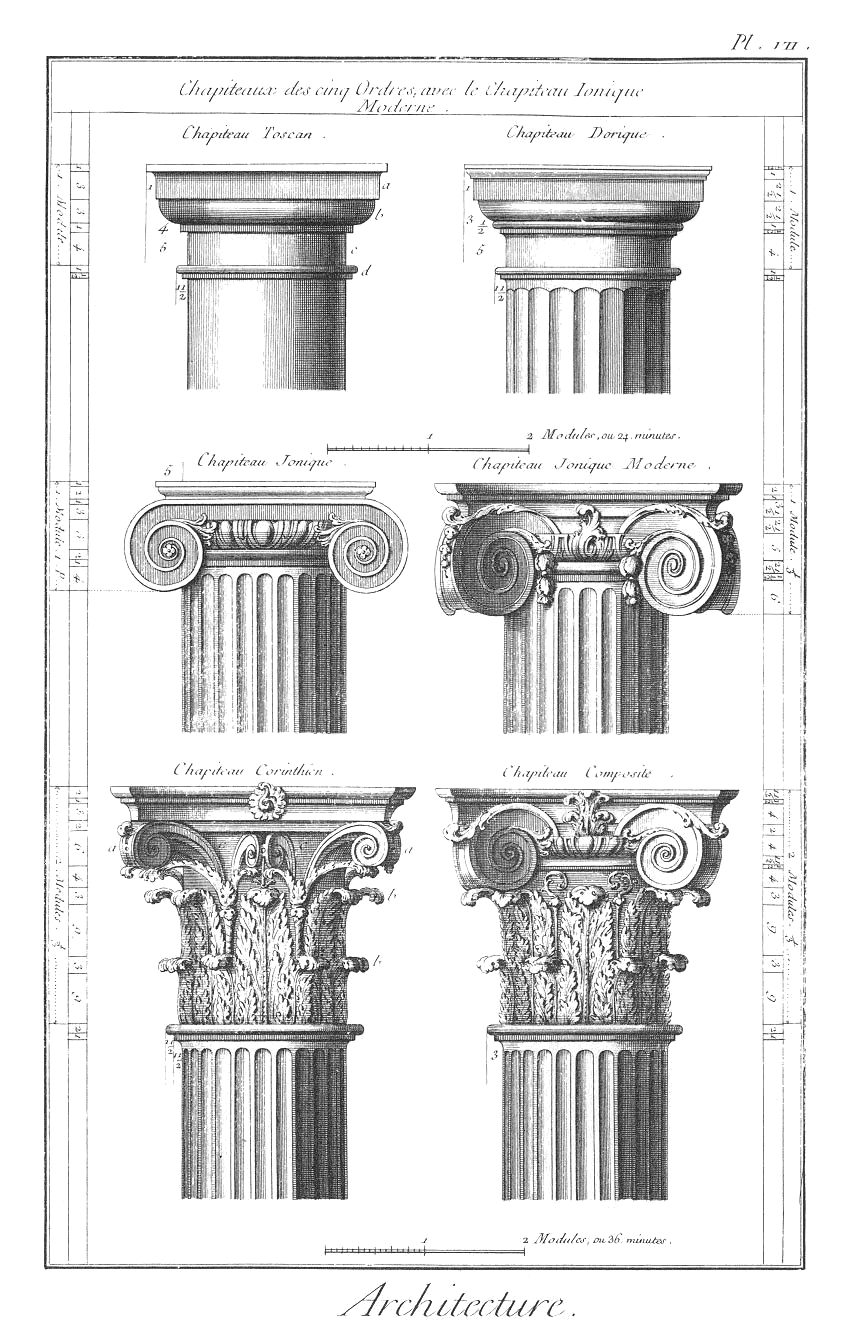
Klasszikus oszlopfők: toszkán, dór – ión, modern ión – korinthoszi, kompozit (kevert)

Az oszloprend (vagy oszloprendszer) azon törvények összessége, amelyek szerint az antik görög és római építészet műveit megépítette, oly módon, hogy annak minden részlete az egésszel összhangban legyen; az egyes alkotórészeknek, azok tagozatainak arányai és formái az alkotórészek funkcióival megegyezzenek, vagyis az alkotás művészi egész legyen. Mivel az antik stílusoknak az oszlop mint önálló individuum a legjellemzőbb része, a művészi arányoknak ezen egész rendszerét, törvényeit oszloprendnek hívjuk.
Az oszlop három külön – de egymással szoros kapcsolatban lévő – részre: a törzsre, lábra és fejre tagolódik; e három tag összege alkotja a függőleges terhet hordó alátámasztást. Az oszlopsorra – melynek oszlopainak egymás közötti távolsága szoros viszonyban van a hordott teherrel – kerül a vízszintes födém, mégpedig annak első (szintén terhet hordó) alkotórésze, az architráv vagy gerendapárkány, amely másfajta igénybevételt kap, mint az oszlop. A gerendapárkány fölé jön a most már nem teherviselő tag: a fríz vagy képpárkány, mely az egész párkányzat magasítására, díszítésére szolgál, majd végül a tetőzettel való összeköttetést, az egész alkotásnak mintegy megkoronázását a koronázópárkány adja meg. Az oszloprend tehát azokat a szabályokat állapítja meg, amelyek szerint mindezen különböző igénybevételű, részben terhet hordó, részben hordott alkotórészek egymással összhangba hozandók.

## Görög építészet
Az ógörög építészet legtökéletesebb alkotásainak, a templomoknak, vagy elöl és hátul, vagy mind a négy oldalukon oszlopsoraik vannak, mely oszlopsorok a lépcsőzetes alsó építményen, a sztereobaton nyugosznak; a hordott alkotórész, vagyis a párkány, a gerendapárkányra, képpárkányra és koronázó párkányra tagolódik. A görög építészet minden nemében ez elemek ugyanazok maradtak, csak formáik változtak. A dór oszloprendnek vannak a legnehezebb, legegyszerűbb formái és arányai; a jón oszloprend könnyedebb, elegánsabb, mintegy nőiesebb arányokat mutat, míg a korinthoszi a legnyúlánkabb arányú és a legdíszesebb kiképzésű. 
A görög és római oszloprendek meghatározott arányok szerint épülnek fel. Az alapul vett méretegység (Vitruvius nyomán) az oszlop alsó átmérőjének a fele, vagyis az alsó oszlopátmérő sugara, az ún. modulus, amely viszont 30 osztásra (partes) oszlik. A modulus alapján adják meg az egyes tagok méreteit, de maguk a görögök sem tekintették ezt a rendszert változhatatlan kánonnak, mert minden egyes esetben többé-kevésbé módosították.

### Dór oszloprend
A dór oszloprend egyszerű, kissé nehézkes (lásd az illusztráció jobb felső ábráját). Oszlopainak lába nincs, azoknak állóságot a lefelé erősen szélesedő törzs ad. A törzs magassága kezdetben 8, a stílus fénykorában mintegy 11 modulus (például a Parthenón Athénben); előbb nyomottabb volt (a paestumi templomé 81/3 modulus) később nyúlánkabb lett (a nemai Zeus templomáé 13 modulus). Az oszloptávolság 21/3 – 23/4 modulus. A törzsön húsz, élben illeszkedő íves vájat, kannelúra fut végig. Az oszlopfő a terhet fölvevő négyszögletes fejlemezből , ezalatt a puhább (késő kor) vagy merevebb (fénykor) vonalú elliptikus ekhinoszból áll, amelyet alul finom bemetszések, mint rácsavart kötelek fűznek az oszloptörzshöz. Az egész párkányzat magassága az oszlopmagasságnak mintegy 1/3-a – 1/4-e. A gerendapárkány egyszerű, sima, meglehetősen magas, fölül egy vékony lemezalakú kiugró taggal. A képpárkányt a háromosztású triglifek (melyek a faszerkezet gerendafőinek felelnek meg) négyzet alakú vagy hosszúkás négyszögű mezőkre, a metopékra osztják, amelyek vagy simán maradtak, vagy domborművekkel lettek ékesítve. Minden oszloptengelyben van egy triglif, az oszlopok között pedig egy (monotriglifes szerkezet) vagy kettő (ditriglifes szerkezet) – alattuk csöppek (guttae). A koronázó párkány fő alkatrésze egy erősen kiugró függőlemez, a geiszón, melyet alul a szarufők (mutuli) ékesítenek. A templom hosszú oldalain a geiszón fölött végigfutó szima már a tetőzethez, illetőleg az oromzathoz tartozik.

### Jón oszloprend
A karcsúbb, finomabb részletekkel bíró jón (ión) oszloprend (lásd az illusztráció második sorának első ábráját) oszlopai 16 – 181/3 modulus magasak, az oszlopközök pedig 41/3 – 71/2 modulus szélesek; a párkányzat az oszlopmagasságnak mintegy 1/4 – 1/5-e. Az oszloptörzs egymástól pálcikákkal elválasztott 24 barázdával van tagolva. Az 1 modulus magasságú jón oszlopláb (legszebb e nemben) lényegében egy felső kisebb és egy alsó nagyobb tóruszból (félköríves duzzadék) áll, amelyeket a fölül behúzott homorú scotia választ el egymástól. Két változata alakult ki, az attikai és a kisázsiai jón. Az attikai oszloplábnál ehhez még egy négyszögletes plintusz is jön alul. Az oszlopfő vagy nyak nélkül vagy nyakkal simul a törzshöz és lényegében a ruganyos csigavonalú volutából áll, mely különösen jellemzi a párkányzat terhét és az oszlop ellenállását. A nyakat az oszloptörzsnek a törzs többi részétől egy kis asztragállal elválasztott, pálmákkal díszített felülete alkotja. A gerendapárkány sima vagy 3 osztású (amely azt könnyebbé teszi), fölül néha a kimationnal (levél- vagy tojássor) díszített. A magas képpárkány vagy sima, vagy növényi vagy figurális ornamentekkel díszített. A koszorúpárkány 3 tagozatból áll: az erősen kiugró függőlemezből és az ezt koronázó szimából, az ez alatt levő fogsorból és végre az egészet alátámasztó tagozatokból (legtöbbnyire egy kimation). Az egyes tagozatok sokszor levél- vagy gyöngysorokkal stb. gazdagon díszítettek.

### Korinthoszi oszloprend
A korinthoszi oszloprend (lásd az illusztráció bal alsó ábráját) leginkább az oszlopfőben, azonkívül nyúlánkabb arányaiban tér el a jóntól. Oszlopmagasság 19-20 modulus, párkányzat mintegy ¼ oszlopmagasság. Az oszlopláb az attikaihoz hasonló, plinthosz nélkül; 24 kannelúrás törzse meglehetősen sudarasítva van (entazis), fejét 2 sor akantuszlevél díszíti, melyből, mint indák, volutaalakú díszítmények nőnek ki; ezek viszont az erősen homorú oldalakkal bíró abakuszt tartják. A párkányzat különféle ornamentekkel rendkívül gazdagon van díszítve, különösen a koronázó párkány, amelynek középső tagozata a fogsor fölött még gyámkövekkel is bír.

## Itália: etruszkok és rómaiak

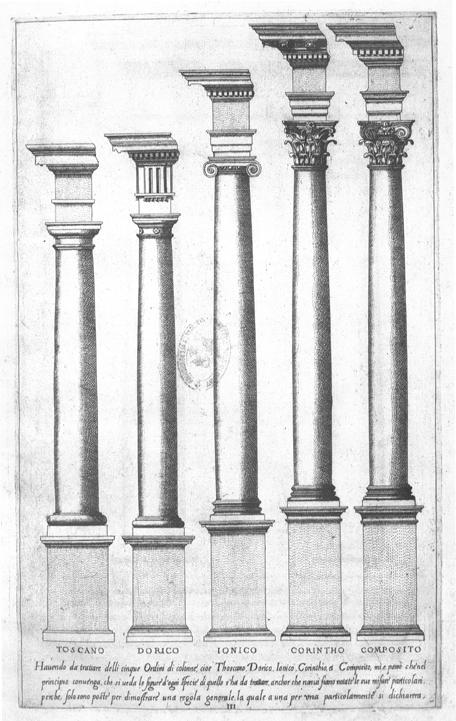
Oszloprendek oszlopszéken (Vignola: Regola delli cinque ordini d'architettura, 1562)

Az etruszkok és a rómaiak is a görög oszloprendek alapján építkeztek. Az etruszkoknál az ún. toszkán oszloprend (lásd az illusztráció bal felső ábráját) a dór oszloprend egy változataként élt. Maga az oszlop még egy külön talapzaton, az ún. oszlopszéken  (posztamensen) áll. Oszlopszéket helyeztek a rómaiak is a többi oszloprend oszlopai alá. A görögöknél nem fordul elő.
A római oszloprendek, a korinthoszit kivéve, melyet a rómaiak gazdag díszítése miatt karoltak fel, nem hoztak lényeges változást a görög oszloprendekhez képest. A dór oszloprendet egyszerűsége miatt keveset használták (Marcellus színháza Rómában, Herkules-templom Corában); az oszlopoknak egy tóruszból és egy plintuszból álló lábat, az oszlopfőnek nyakat adtak. Az echinusz száraz, félköríves duzzadék lett, tojássorral díszítve. A párkányból a triglifek sokszor elmaradtak, helyettük a koronázó párkányban fogsort vagy gyámköveket iktattak be. 
A római jón oszloprendnek (lásd az illusztráció második sorának jobb oldali ábráját) csak oszlopfői és párkányzata díszesebb, csigavonalai csavartabbak. Viszont a római korinthoszi oszloprend rendkívül nagy gazdagságot és változatosságot mutat, sőt a jón és korinthoszi elemek összekeverésével egy új oszloprendet, az ún. kompozit oszloprendet (lásd az illusztráció jobb alsó ábráját) is megalkották. Kompozit oszlopok Diocletianus és Caracalla termáin, Titus és Septimius Severus diadalívén láthatók.
A kompozit oszloprend az egyetlen teljesen önálló római oszloprend. Nevét onnan kapta, hogy a jón és a korinthuszi oszlopfőkből komponálták össze.

## Újkori oszloprendek
A reneszánsz korszak építészei szorgalmasan tanulmányozták Vitruviust, méregették és összehasonlították a fennmaradt római emlékeket (a görögökhöz nemigen fértek hozzá) és azokból, mint az olasz Vignola, Serlio, Palladio stb., a francia Perrault, a német Dieterlein és mások, vagy körülbelül ugyanazokat a törvényeket állapították meg, vagy jobb-rosszabb kombinációkat teremtettek. Nagyban és egészben azonban a reneszánsz a római előképeket követte, végtelen változatosságot hozván be az egyes oszloprendekbe. A barokk és különösen a rokokó stílus az oszloprendeket még ötletszerűbben alakította át, az oszlopfők volutáit megfordították, a díszítésbe kagylókat, majd rusztikát kevertek (midőn az oszloptörzset alkotó dobokat, mint kvádereket külön kiemelték). A modern művészeti korszakban egyesek nagy erőfeszítéseket tettek új oszloprendek kitalálására, de mivel nem szükségszerűségből fakadt, az erőlködés hiábavaló volt, eredményre nem vezetett. Neoreneszánsz ízlésű építészetünk oszloprendjei a régi és ismert nyomokat követik.